# Messier 38
Messier 38 (M38 sau NGC 1912) este un obiect ceresc care face parte din Catalogul Messier, întocmit de astronomul francez Charles Messier. 

## Descoperire
A fost descoperit  de către Giovanni Battista Hodierna înainte de 1654, apoi a fost redescoperit, în mod independent, de către Guillaume Le Gentil în 1749, și în sfârșit integrat de Charles Messier în catalogul său în 1764.

## Descriere
Messier 38 este un roi deschis situat în constelația Vizitiul.

Acest roi de stele este situat la aproximativ 4.200 de ani-lumină de Sistemul nostru Solar, și se întinde pe aproximativ 25 de ani-lumină. Este în vârstă de vreo 220 de milioane de ani, iar steaua sa cea mai strălucitoare este o hipergigantă galbenă de tip spectral G0 și de magnitudine aparentă +7,9, de circa 900 de ori mai luminoasă decât Soarele nostru; o altă stea, o gigantă albastră (de tip spectral B5), apare cu magnitudinea 9,7.  

## Observare

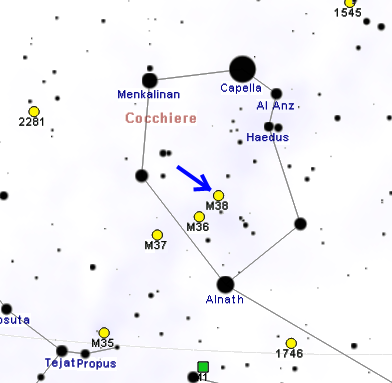
Hartă

Acest roi de stele este unul dintre cele mai luminoase din constelația Vizitiul și se află cam la jumătatea distanței stelele Theta Aurigae și Iota Aurigae. Este cel mai nordic dintre roiurile strălucitoare din Vizitiul, și este vizibil cu ușurință mai ales din Emisfera nordică, deși rămâne vizibilă din aproape toate zonele locuite de pe Pământ.
M38 se poate privi cu un mic binoclu; cu o lunetă astronomică sau cu un telescop de 80mm, deja se rezolvă stele cu ușurință, arătându-se zeci de componente. Cu un telescop de 120 - 150 mm, se pot număra alte o sută de stele dispuse înlănțuit. Cu un telescop de 200mm componentele vizibile ajung la alte două sute.
Un telescop de amatori de dimensiuni medii poate arăta, în partea de sud-est a roiului M38, un alt roi deschis, de dimensiuni mult mai reduse: NGC 1907, având un aspect mult mai compact.

### Stele componente
| Nume              | Ascensie dreaptă | Declinație      | Tip spectral |
| ----------------- | ---------------- | --------------- | ------------ |
| HD 35519          | 05h 26m 54.3176s | +35° 27' 26.181 | K2           |
| NGC 1912 HOAG 2   |                  |                 | B5II-III     |
| NGC 1912 HOAG 3   |                  |                 |              |
| NGC 1912 HOAG 4   | 05h 28m 35.39s   | +35° 52' 51.2   | A0V          |
| NGC 1912 HOAG 5   | 05h 28m 50.73s   | +35° 46' 47.2   | A0Vn         |
| NGC 1912 HOAG 6   | 05h 28m 10.46s   | +35° 55' 26.0   | A0:V         |
| NGC 1912 HOAG 7   | 05h 28m 34.25s   | +35° 53' 29.7   | A2V          |
| NGC 1912 HOAG 11  |                  |                 |              |
| NGC 1912 HOAG 19  |                  |                 | K2IIIb       |
| NGC 1912 HOAG 104 |                  |                 | G5III        |
| NGC 1912 SS G2    |                  |                 |              |
| NGC 1912 HOAG 128 |                  |                 | K0III        |
| NGC 1912 SS G4    |                  |                 | A5:V         |
| NGC 1912 HOAG 153 |                  |                 | K0V          |
| NGC 1912 SS G3    |                  |                 | A3V          |
| NGC 1912 HOAG 160 |                  |                 | K1IV         |
| NGC 1912 HOAG 161 |                  |                 | G5V          |
| NGC 1912 HOAG 171 |                  |                 | G7IV         |
| NGC 1912 HOAG 172 |                  |                 |              |